# مرجان عید
مرجان عید (انگلیسی: Marjan Eid) زاده ۱۲ مهٔ ۱۹۷۹ یک بازیکن فوتبال و مربی اهل بحرین است.